# Maria Tesselschade Visscher

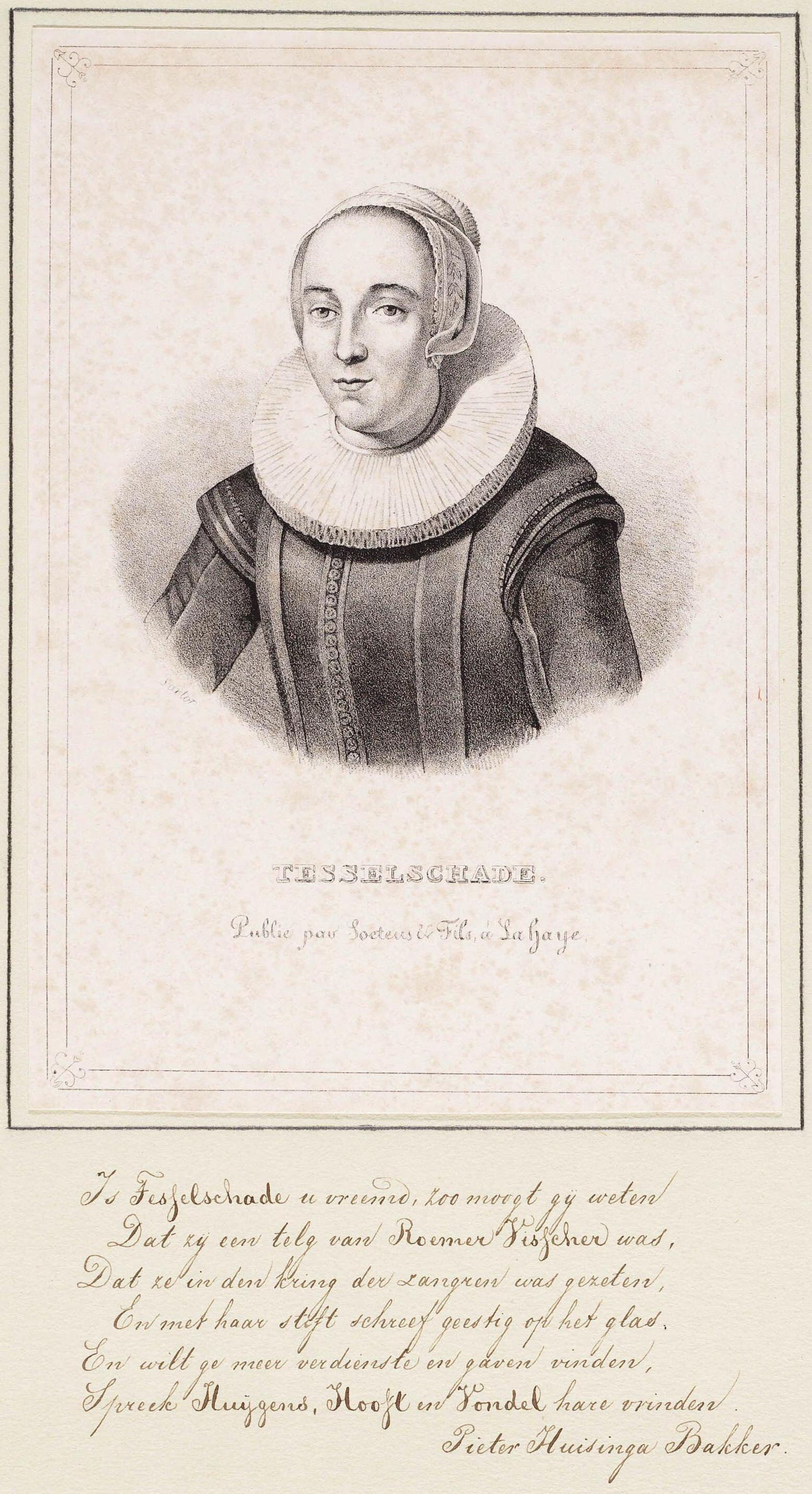

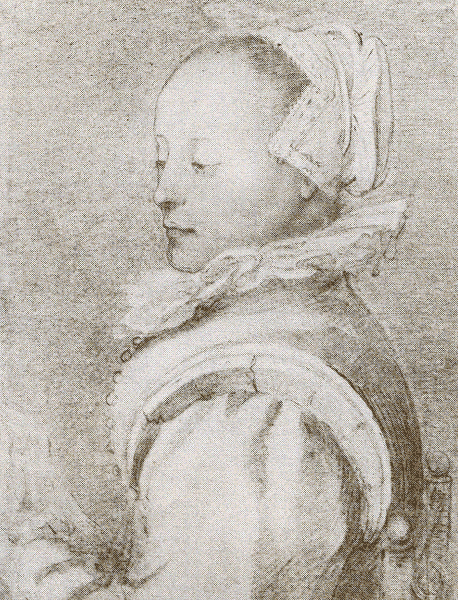

Maria Tesselschade Roemers(dochter) Visscher (* 25. März 1594 in Amsterdam; † 20. Juni 1649) war eine niederländische Dichterin und Kupferstecherin. Sie genoss hohes Ansehen bei ihren Zeitgenossen und wurde später zum Weiblichkeitsideal des Humanismus verklärt.

## Leben
Sie war die Tochter des Kaufmanns Roemer Visscher und seiner Frau Aefgen Jansdochter. Den außergewöhnlichen zweiten Namen erhielt sie in Erinnerung an einen finanziellen Schaden, den der Vater wenige Monate vor der Geburt hat hinnehmen müssen. Mehr als vierzig beladene Schiffe, die vor der Insel Texel lagen, gingen während eines Sturmes unter. Kaufmann Roemer Visscher war davon sowohl als Getreidehändler als auch als Versicherer betroffen. In ihrem Elternhaus wurden ihre künstlerischen wie auch die Talente ihrer zehn Jahre älteren Schwester Anna Roemers Visscher kontinuierlich gefördert, und sie machte früh Bekanntschaft mit Dichtern. Sie galt als die große Schönheit und Musikerin, Anna als die Tugendsame und Weise. Sie gehörte zum Muiderkring. 1630 gewann sie den Wettbewerb von Samuel Coster zur Errichtung der neuen Eerste Nederduytsche Academie in Amsterdam.
1623 heiratete sie Allard Crombalch aus Alkmaar, der vermutlich Offizier bei der Marine, aber auch als Literat tätig war, wenn auch mit geringer Anerkennung. 1634 verstarben ihr Mann und ihre jüngere Tochter am selben Tag. Christiaan Huygens und Caspar Barlaeus hielten danach vergebens um ihre Hand an. 1641 konvertierte sie zum Katholizismus, dem ihr Vater treu geblieben war. In Amsterdam war sie wieder in den literarischen Kreisen aktiv. Sie war durch einen Unfall auf einem Auge blind geworden. Auch ihre ältere Tochter starb zwei Jahre vor ihr.

## Dichtung
Roemers verfasste ihre dichterischen Werke in manieristischem Stil. Ihre Vorbilder waren dabei Pieter Corneliszoon Hooft und Constantijn Huygens, die sich wiederum an Dichtern wie Giambattista Marino und John Donne orientierten.

## Einzelbelege
1. ↑  Simon Schama: The Embarrassment of Riches: An Interpretation of Dutch Culture in the Golden Age. University of California Press, 1988, ISBN 978-0-520-06147-7 (google.de [abgerufen am 20. März 2022]).

| Personendaten    | Personendaten                                 |
| ---------------- | --------------------------------------------- |
| NAME             | Visscher, Maria Tesselschade                  |
| ALTERNATIVNAMEN  | Visscher, Maria Tesselschade Roemers          |
| KURZBESCHREIBUNG | niederländische Dichterin und Kupferstecherin |
| GEBURTSDATUM     | 25. März 1594                                 |
| GEBURTSORT       | Amsterdam                                     |
| STERBEDATUM      | 20. Juni 1649                                 |